# Liste der Nummer-eins-Hits in Malaysia (2023)
Diese Liste der Nummer-eins-Hits in Malaysia 2023 basiert auf den offiziellen Chartlisten der RIM. Die Charts basieren allein auf Musikstreaming.

## Singles
| ← 2022 ← | Liste der Nummer-eins-Hits in Malaysia | Liste der Nummer-eins-Hits in Malaysia  | Liste der Nummer-eins-Hits in Malaysia | 2024 →                    |
| \| Zeitraum \| Wo. ges. \| Interpret \| Titel Autor(en) \| Zusätzliche Informationen \| \| (Zeitraum, Wochen auf Platz eins, Interpret, Titel, Autor[en], zusätzliche Informationen) \| \| \| \| \| \| ----------------------------------------------------------------------------------------- \| -------- \| --------------------------------------- \| ------------------------------------------------------------------------------------------------------------------------------------------------------------------------------ \| ------------------------- \| \| 16. Dezember 2022 – 23. Februar 2023 10 Wochen \| 10 \| SZA \| Kill Bill Carter Lang, Rob Bisel, Solána Imani Rowe \| – \| \| 24. Februar 2023 – 30. März 2023 5 Wochen \| 5 \| The Weeknd feat. Ariana Grande \| Die for You (Remix) Abel Tesfaye, Dylan Patrice Wiggins, Henry Russell Walter, Magnus August Høiberg, Martin Daniel McKinney, Mejdi Rhars, William Thomas Walsh, Ariana Grande \| – \| \| 31. März 2023 – 6. Juli 2023 14 Wochen \| 14 \| Fifty Fifty \| Cupid Adam von Mentzer, Louise Udin, Mac Felländer-Tsai, An Seong-il, Song Ja-kyung, Lee Ah-in \| – \| \| 7. Juli 2023 – 13. Juli 2023 1 Woche \| 1 \| NewJeans \| Super Shy Kristine Bogan, Kim Dong-hyun, Erika de Casier e Ramos Lizardo, Frank Scoca, Danielle Marsh, Kim Hyun-ji \| – \| \| 14. Juli 2023 – 28. September 2023 11 Wochen (insgesamt 14) \| 14 \| Jung Kook feat. Latto \| Seven Henry Russell Walter, Andrew Wotman, Jonathan David Bellion, Alyssa Michelle Stephens, Theron Makiel Thomas \| – \| \| 29. September 2023 – 5. Oktober 2023 1 Woche \| 1 \| Jung Kook feat. Jack Harlow \| 3D Michael Tucker, David Alexander Stewart, Jackman Thomas Harlow \| – \| \| 6. Oktober 2023 – 19. Oktober 2023 2 Wochen (insgesamt 14) \| 14 \| Jung Kook feat. Latto \| Seven Henry Russell Walter, Andrew Wotman, Jonathan David Bellion, Alyssa Michelle Stephens, Theron Makiel Thomas \| – \| \| 20. Oktober 2023 – 2. November 2023 2 Wochen (insgesamt 5) \| 5 \| Tate McRae \| Greedy Amy Rose Allen, Jasper Lee Harris, Ryan Benjamin Tedder, Tate Rosner McRae \| – \| \| 3. November 2023 – 9. November 2023 1 Woche (insgesamt 14) \| 14 \| Jung Kook feat. Latto \| Seven Henry Russell Walter, Andrew Wotman, Jonathan David Bellion, Alyssa Michelle Stephens, Theron Makiel Thomas \| – \| \| 10. November 2023 – 23. November 2023 2 Wochen (insgesamt 5) \| 5 \| Tate McRae \| Greedy Amy Rose Allen, Jasper Lee Harris, Ryan Benjamin Tedder, Tate Rosner McRae \| – \| \| 24. November 2023 – 30. November 2023 1 Woche \| 1 \| Coldplay \| Yellow Christopher Anthony John Martin, Guy Rupert Berryman, Jonathan Mark Buckland, William Elan Champion \| – \| \| 1. Dezember 2023 – 7. Dezember 2023 1 Woche (insgesamt 5) \| 5 \| Tate McRae \| Greedy Amy Rose Allen, Jasper Lee Harris, Ryan Benjamin Tedder, Tate Rosner McRae \| – \| \| 8. Dezember 2023 – 8. Februar 2024 9 Wochen \| 9 \| The Weeknd with Jennie & Lily-Rose Depp \| One of the Girls Abel Tesfaye, Michael George Dean, Lily-Rose Melody Depp, Kristen Rebecca Lynn Fisher, Sam Levinson, Samuel Sage Skofield \| – \| |                                        |                                         | |                           |
| ← 2022 |                                        |                                         | | → 2024 →                  |
| Zeitraum | Wo. ges.                               | Interpret                               | Titel Autor(en) | Zusätzliche Informationen |
| (Zeitraum, Wochen auf Platz eins, Interpret, Titel, Autor[en], zusätzliche Informationen) |                                        |                                         | |                           |
| 16. Dezember 2022 – 23. Februar 2023 10 Wochen | 10                                     | SZA                                     | Kill Bill Carter Lang, Rob Bisel, Solána Imani Rowe | –                         |
| 24. Februar 2023 – 30. März 2023 5 Wochen | 5                                      | The Weeknd feat. Ariana Grande          | Die for You (Remix) Abel Tesfaye, Dylan Patrice Wiggins, Henry Russell Walter, Magnus August Høiberg, Martin Daniel McKinney, Mejdi Rhars, William Thomas Walsh, Ariana Grande | –                         |
| 31. März 2023 – 6. Juli 2023 14 Wochen | 14                                     | Fifty Fifty                             | Cupid Adam von Mentzer, Louise Udin, Mac Felländer-Tsai, An Seong-il, Song Ja-kyung, Lee Ah-in                                                                                 | –                         |
| 7. Juli 2023 – 13. Juli 2023 1 Woche | 1                                      | NewJeans                                | Super Shy Kristine Bogan, Kim Dong-hyun, Erika de Casier e Ramos Lizardo, Frank Scoca, Danielle Marsh, Kim Hyun-ji                                                             | –                         |
| 14. Juli 2023 – 28. September 2023 11 Wochen (insgesamt 14) | 14                                     | Jung Kook feat. Latto                   | Seven Henry Russell Walter, Andrew Wotman, Jonathan David Bellion, Alyssa Michelle Stephens, Theron Makiel Thomas                                                              | –                         |
| 29. September 2023 – 5. Oktober 2023 1 Woche | 1                                      | Jung Kook feat. Jack Harlow             | 3D Michael Tucker, David Alexander Stewart, Jackman Thomas Harlow | –                         |
| 6. Oktober 2023 – 19. Oktober 2023 2 Wochen (insgesamt 14) | 14                                     | Jung Kook feat. Latto                   | Seven Henry Russell Walter, Andrew Wotman, Jonathan David Bellion, Alyssa Michelle Stephens, Theron Makiel Thomas                                                              | –                         |
| 20. Oktober 2023 – 2. November 2023 2 Wochen (insgesamt 5) | 5                                      | Tate McRae                              | Greedy Amy Rose Allen, Jasper Lee Harris, Ryan Benjamin Tedder, Tate Rosner McRae                                                                                              | –                         |
| 3. November 2023 – 9. November 2023 1 Woche (insgesamt 14) | 14                                     | Jung Kook feat. Latto                   | Seven Henry Russell Walter, Andrew Wotman, Jonathan David Bellion, Alyssa Michelle Stephens, Theron Makiel Thomas                                                              | –                         |
| 10. November 2023 – 23. November 2023 2 Wochen (insgesamt 5) | 5                                      | Tate McRae                              | Greedy Amy Rose Allen, Jasper Lee Harris, Ryan Benjamin Tedder, Tate Rosner McRae                                                                                              | –                         |
| 24. November 2023 – 30. November 2023 1 Woche | 1                                      | Coldplay                                | Yellow Christopher Anthony John Martin, Guy Rupert Berryman, Jonathan Mark Buckland, William Elan Champion                                                                     | –                         |
| 1. Dezember 2023 – 7. Dezember 2023 1 Woche (insgesamt 5) | 5                                      | Tate McRae                              | Greedy Amy Rose Allen, Jasper Lee Harris, Ryan Benjamin Tedder, Tate Rosner McRae                                                                                              | –                         |
| 8. Dezember 2023 – 8. Februar 2024 9 Wochen | 9                                      | The Weeknd with Jennie & Lily-Rose Depp | One of the Girls Abel Tesfaye, Michael George Dean, Lily-Rose Melody Depp, Kristen Rebecca Lynn Fisher, Sam Levinson, Samuel Sage Skofield                                     | –                         |